# 삼원제
삼원제(三院制, tricameralism)는 입법부가 독립적인 활동을 하는 세 개의 의회로 구성된 제도이다. 대조적으로 단원제(單院制)나 양원제(兩院制)가 있다.

## 삼원제의 특성
1국가 1의회를 유지하는 단원제나 1국가 2의회를 유지하는 양원제와는 다르게 1국가 3의회를 유지하는 제도이지만 현재 지구상 국가 중에서는 삼원제를 시행하는 국가가 없으며 기본적으로 상원, 중원, 하원으로 나뉠 수 있겠지만 실질적으로 중원 의원은 원래부터 존재하지 않았다. 대표적으로 남아프리카 공화국이 세계 유일의 삼원제 국가였지만 이 나라는 상원, 중원, 하원식이 아닌 백, 흑, 황인 및 인도인 등의 다인종으로 구성된 의회를 가졌으며 아파르트헤이트의 잔재로 알려져서 1994년 해당 정책의 폐지로 양원제로 전환되었다.
단원제나 양원제와는 다르게 삼원제는 상원, 중원, 하원으로 나뉠 수 있기 때문에 양원제에 비해서 표결까지 결정되는 기간이 다소 걸릴 수 있다는 점이 있는데 단원제의 경우 단일의회의 특성상 단일의원들의 표결에 따라 즉시 법이 제정되고 양원제의 경우 상원과 하원 2개의 의회에서 모두 표결을 지을 때까지는 법이 제정되지 않고 상원에서 최종적으로 표결에 붙이는 여부에 따라 이후부터 법이 제정되지만 삼원제는 상원과 중원을 거쳐서 하원까지 표결을 붙이는 방식이라 기간도 걸릴 수 있고 법 제정이 늦어질 수도 있다는 단점이 있다. 지구상의 국가 중에서는 인종다원제로 구성했던 남아프리카공화국을 제외하면 아직까지 상중하원으로 구성된 사례는 거의 없다고 볼 수 있다.

## 남아프리카 공화국
아파르트헤이트시기인 1983년, 남아프리카 공화국은 인종별로 의회를 분리한 바 있다. 11월 2일, 백인들만의 국민투표로 70% 이상의 지지를 얻어 삼원제가 도입되었다.
- House of Assembly — 백인의회, 178명
- House of Representatives — 컬러드의회, 85명
- House of Delegates — 인도인의회, 45명

1994년 아파르트헤이트 철폐로 삼원제도 폐지되었다.

## 프랑스
일부 역사가들은 앙시앵 레짐시기의 삼부회(三部會)도 삼원제의 일종으로 볼 수 있지만, 프랑스 혁명 시기 프랑스 집정정부도 삼원제를 도입한 바 있다.

## 중화민국
국민대회가 기능을 하고 감찰원의 감찰위원이 명목상 선출직이던 시기인 1957년에 중화민국 사법원이 국민대회, 입법원, 감찰원이 타국의 국회에 해당한다는 헌법 해석을 내린 바 있다. 헌법 해석을 따를 경우, 중화민국 헌법에 따라 국민대회와 입법원, 감찰원이 소집된 1948년부터 감찰원이 선출직이던 1993년까지 중화민국의 의회 제도가 국민대회, 입법원, 감찰원으로 구성된 삼원제였다고 볼 수 있다. 그러나 입법권을 가진 입법원이나 헌법 수정 권한을 가진 국민대회와 달리, 감찰원은 법제를 만드는 기능이 없었기 때문에 감찰원이 의회의 일종이라고 보기 어렵다는 반론이 제기될 여지는 있다.

## 같이 보기
- 상원
- 하원
- 단원제
- 양원제
- 다원제